# In the Lonely Hour Tour
In The Lonely Hour Tour es una gira del cantante británico Sam Smith con el fin de promocionar álbum debut In the Lonely Hour.

## Listado de canciones
1. "I'm Not the Only One"
2. "Together"
3. "Leave Your Lover"
4. "Nirvana"
5. "Like I Can"
6. "Restart"
7. "Not in That Way" / "Can't Help Falling in Love"
8. "Lay Me Down"
9. "My Funny Valentine" (Richard Rodgers cover)
10. "La La La" (Naughty Boy cover)
11. "Money on My Mind"
12. "Latch" (Disclosure cover)
13. "Make It to Me"
14. "Stay with Me"

## Fechas
| In The Lonely Hour Tour  |                  |                                                    |
| Fecha                    | Ciudad           | Lugar                                              |
| Europa                   |                  |                                                    |
| 9 de septiembre de 2014  | Londres          | Itunes Festival                                    |
| América del Norte        |                  |                                                    |
| 15 de septiembre de 2014 | Washington       | House of Blues                                     |
| 16 de septiembre de 2014 | Boston           | Echostage                                          |
| 18 de septiembre de 2014 | Nueva York       | United Palace Theater                              |
| 19 de septiembre de 2014 | Nueva York       | Manhattan Center Events                            |
| 21 de septiembre de 2014 | Toronto          | Kool Haus                                          |
| 22 de septiembre de 2014 | Chicago          | The Riviera Theatre                                |
| 24 de septiembre de 2014 | Vancouver        | Orpheum Theatre                                    |
| 25 de septiembre de 2014 | Seattle          | Paramount Theatre                                  |
| 26 de septiembre de 2014 | Portland         | Edgefield                                          |
| 28 de septiembre de 2014 | Oakland          | Fox Theatre                                        |
| 29 de septiembre de 2014 | Los Ángeles      | Greek Theatre                                      |
| 30 de septiembre de 2014 | Los Ángeles      | Greek Theatre                                      |
| 3 de octubre de 2014     | Austin           | Austin City Limits Festival                        |
| 4 de octubre de 2014     | Houston          | House of Blues                                     |
| 6 de octubre de 2014     | Atlanta          | The Tabernacle                                     |
| 7 de octubre de 2014     | Nashville        | Ryman Auditorium                                   |
| 9 de octubre de 2014     | Dallas           | House of Blues                                     |
| 10 de octubre de 2014    | Austin           | Austin City Limits Festival                        |
| 12 de octubre de 2014    | Ciudad de México | Autódromo Hermanos Rodríguez (Corona Capital 2014) |
| Europa                   |                  |                                                    |
| 23 de octubre de 2014    | Glasgow          | O2 ABC Glasgow                                     |
| 24 de octubre de 2014    | Leeds            | O2 Academy Leeds                                   |
| 24 de octubre de 2014    | Birmingham       | O2 Academy Birmingham                              |
| 28 de octubre de 2014    | Nottingham       | Rock City                                          |
| 29 de octubre de 2014    | Mánchester       | The Albert Hall                                    |
| 30 de octubre de 2014    | Mánchester       | The Albert Hall                                    |
| 1 de noviembre de 2014   | Mánchester       | Victoria Warehouse                                 |
| 3 de noviembre de 2014   | Cambridge        | Cambridge Corn Exchange                            |
| 4 de noviembre de 2014   | Londres          | Colston Hall Bristol                               |
| 6 de noviembre de 2014   | Londres          | Eventim Apollo                                     |
| 7 de noviembre de 2014   | Londres          | Eventim Apollo                                     |
| 16 de noviembre de 2014  | Colonia          | Live Music Hall                                    |
| 17 de noviembre de 2014  | Hamburgo         | Docks                                              |
| 20 de noviembre de 2014  | París            | Le Bataclan                                        |
| 28 de noviembre de 2014  | Utrecht          | TivoliVredenburg Ronda                             |
| 29 de noviembre de 2014  | Bruselas         | Ancienne Belgique                                  |
| 1 de diciembre de 2014   | Berlín           | Astra Kulturhaus Berlin                            |
| América del Norte        |                  |                                                    |
| 9 de enero de 2015       | Atlanta          | Fox Theatre                                        |
| 10 de enero de 2015      | Nashville        | Grand Ole Opry                                     |
| 12 de enero de 2015      | Washington       | EagleBank Arena                                    |
| 13 de enero de 2015      | Filadelfia       | The Liacouras Center                               |
| 15 de enero de 2015      | Nueva York       | Madison Square Garden                              |
| 17 de enero de 2015      | Boston           | Agganis Arena                                      |
| 19 de enero de 2015      | Montreal         | Bell Center                                        |
| 20 de enero de 2015      | Toronto          | Air Canada Centre                                  |

- Datos: Q20012221